# アレクサンデル・ポベトキン
アレクサンデル・ポベトキン（Alexander Povetkin、1979年9月20日 - ）は、ロシアの元プロボクサー、元キックボクサー。クルスク出身。元WBA世界ヘビー級レギュラー王者。元WBC世界ヘビー級暫定王者。アテネオリンピックスーパーヘビー級金メダリスト。

## 来歴
ポベトキンは幼少期からキックボクシングに触れボクシングを始めた。1997年のジュニアキックボクシング世界選手権で優勝、1999年には WAKO世界選手権優勝。2000年にはプロでキックボクシングヨーロッパ王者を獲得した。

### アマチュア時代
2001年7月、ベルファストで開催された世界ボクシング選手権にスーパーヘビー級(91kg超)で出場するが準々決勝で敗退した。
2002年7月、ペルミで開催されたヨーロッパボクシング選手権にスーパーヘビー級(91kg超)で出場し、金メダルを獲得した。
2003年7月、バンコクで開催された世界ボクシング選手権にスーパーヘビー級(91kg超)で出場し、金メダルを獲得した。
2004年2月、プーラで開催されたヨーロッパボクシング選手権にスーパーヘビー級(91kg超)で出場し、大会連覇を果たした。
2004年8月、アテネオリンピックにスーパーヘビー級(91kg超)で出場し、金メダルを獲得した。
オリンピックで金メダルを獲得後に1年ほど休息を取った。その間に各国のプロモーターと話し合いの場を持ち、ドイツのプロモーターと契約しプロ転向を表明した。
アマチュア時代の戦績は132戦125勝7敗。

### プロ時代
当時ロシアはプロの土壌が確立していなかったのでドイツを主戦場にした。
2005年6月11日、ドイツでプロデビュー。2回TKO勝ち。
2006年12月10日、10戦目でプロ転向後初めて母国ロシアでの試合を敢行。モスクワにあるオリンピック・スタジアムで元IBF世界クルーザー級王者イマム・メイフィールドと対戦し、3回KO勝ち。
2007年10月27日、ドイツにてIBF世界ヘビー級王座挑戦トーナメントの1回戦で元IBF・WBO世界ヘビー級王者のクリス・バードと対戦し、11回TKO勝ちを収めた。
2008年1月26日、ドイツにてIBF世界ヘビー級王座挑戦トーナメントの決勝戦でエディ・チェンバースと対戦し、大差判定勝ち。ウラジミール・クリチコへの挑戦権を獲得した。
長く調整試合を行った後、2011年8月27日にドイツ・エアフルトのメッセ・エアフルトにてWBA世界ヘビー級レギュラー王座決定戦をルスラン・チャガエフとの間で行った。試合はほぼ互角の展開に終始。判定までもつれ3-0の僅差で勝利し王座を獲得した。
2011年12月3日、フィンランドの首都ヘルシンキにあるハートウォールアリーナでWBA世界ヘビー級14位のセドリック・ボズエルと対戦。8回2分58秒KO勝ち。初防衛に成功。
2012年2月25日、ドイツのシュトゥットガルトにあるポルシェ・アレーナにて1階級下のWBO世界クルーザー級王者マルコ・フックと対戦。激しい打ち合いを行い、2-0の僅差判定勝ち。2度目の防衛に成功するもフックが勝利したといった声が多かった。
2012年9月29日、ドイツのハンブルクのシュポルトハレ・ハンブルクにて、元WBC・IBF世界ヘビー級王者で指名挑戦者のハシーム・ラクマンと対戦。初回からプレッシャーをかけロープに追うと右ストレートでグロッキーにした後、最後は左フックを決めてレフェリーストップとなる2回1分46秒TKO勝ちを収め3度目の防衛に成功した。しかしピークの過ぎたラクマンを指名挑戦者にしたWBAに非難の声が上がった。
2013年4月23日、パナマシティのWBA本部でWBA・IBF・WBO世界ヘビー級スーパー王者ウラジミール・クリチコとの王座統一戦の興行権の入札が行われ、ポベトキンを擁するワールドボクシングのウラジミール・ハーユノフ・マネジャーがヘビー級ボクシング史上においても破格となる2320万ドル（約23億円）を提示し落札した。クリチコ擁するK2プロモーションズの提示額は710万ドルだった。
2013年5月17日、ロシア・クラスノゴルスクのクロッカス・シティ・ホールにて、WBA世界ヘビー級7位のアンジェイ・ワウルジクと対戦。2回にダウンを奪うと、3回に2度ダウンを追加し最後は痛烈な右フックでダウンを奪いレフェリーストップとなる3回2分23秒TKO勝ちを収め4度目の防衛に成功した。
2013年10月5日、モスクワのオリンピック・スタジアムでWBAスーパー・IBF・WBO・IBO世界ヘビー級王者ウラジミール・クリチコと対戦し、2回に1度、7回に3度ダウンを奪われた他に、クリチコの覆いかぶさる執拗なクリンチにも苦しめられ、12回0-3(3者とも104-119)の判定負けを喫しWBA王座の団体内統一及び、IBF、WBO、IBO王座獲得に失敗した。ポベトキンが1年2ヵ月保持していたレギュラー王座はスーパー王座に吸収される形で空位となった。セコンドにはアレクサンドル・ジミンが就いた。
2014年5月30日、モスクワのルジニキ・スタジアムでWBC世界ヘビー級6位でWBC世界ヘビー級シルバー王者のマヌエル・チャーと対戦。序盤から押し気味に試合を進めると7回に右フックで豪快にチャーを沈め、7回1分9秒KO勝ちを収め王座獲得に成功した。
2014年10月27日、モスクワでカルロス・タカムと対戦。試合は8回終了時のWBCオープンスコアリングで、ジャッジ2者が76-76の引き分け1者が77-76でタカム支持と接戦だったが、9回終了間際にダウンを奪うとペースを握り、10回に左フックでタカムを沈め、10回54秒KO勝ちを収め初防衛に成功した。
2015年5月22日、モスクワのルジニキ・スタジアムでWBC世界ヘビー級王者デオンテイ・ワイルダーへの挑戦権を懸けWBC世界ヘビー級2位のマイク・ペレスと対戦し、初回31秒TKO勝ちを収め2度目の防衛に成功、ワイルダーへの挑戦権獲得にも成功した。
2015年11月4日、タタールスタン共和国カザンのタトネフト・アリーナでマリウシュ・ヴァフと対戦。ヴァフのタフさに手を焼いたが最終12回50秒負傷TKO勝ちを収め3度目の防衛に成功した。
2016年2月26日、WBC本部でワイルダーとの指名試合の入札が行われ、ポベトキン擁するワールド・ボクシングが715万ドルで興行権を落札、ファイトマネーの分配は、ワイルダーが70%に当たる4,504,500ドル(約4億5千万円)、ポベトキンが30%に当たる1,930,500ドル(約1億9千万円)となった(10%は試合勝者の賞金)。ワイルダー擁するディベイラ・エンタテインメントの入札額は510万1000ドルだった。
2016年5月21日、モスクワのメガスポルトでWBC世界ヘビー級王者のデオンテイ・ワイルダーと対戦しWBAに続く王座獲得を目指す予定だったが、ポベトキンから禁止薬物メルドニウムが検出された為、処分が決まるまで試合は延期になった。
2016年8月17日、WBCはポベトキンから検出されたメルドニウムがごく少量で「ポベトキンが2016年に入ってからメルドニウムを使用したと証明できない。」としてポベトキンに対して処分を科さない決定を下した。同日、WBCはWBC世界ヘビー級1位のアレクサンデル・ポベトキンとWBC世界ヘビー級2位のバーメイン・スタイバーンの間でWBC世界ヘビー級暫定王座決定戦の交渉を開始するよう指令を出した。
2016年10月8日、ニューヨークのホテルでスタイバーンとの暫定王座決定戦の入札が行われ、ポベトキン擁するワールド・ボクシングが316万5000ドル（約3億2千万円）で興行権を落札、ファイトマネーの分配は、ポベトキンが50%に当たる1,424,250ドル(約1億5千万円)、スタイバーンが50%に当たる1,424,250ドル(約1億5千万円)となった(10%の316,500ドルは試合勝者への賞金)。スタイバーン擁するドン・キング・プロモーションズの入札額は210万ドルドルだった。
2016年11月10日、WBC世界ヘビー級2位のバーメイン・スタイバーンとWBC世界ヘビー級暫定王座決定戦を同年12月17日に行うことが決定した。
2016年12月17日、エカテリンブルクでWBC世界ヘビー級2位のバーメイン・スタイバーンとWBC世界ヘビー級暫定王座決定戦を行いWBAに続きWBCでの王座獲得を目指す予定だったが、同月6日にVADAが実施していたドーピング検査でポベトキンから禁止薬物のオスタリンの陽性反応が検出された検査結果が試合の20時間前に判明し、それでもポベトキン陣営はスタイバーン戦を強行しようとするも、スタイバーンが試合出場を断ったためスタイバーンとの試合は中止となり、ポベトキンは代替試合としてWBC世界ヘビー級4位でWBC世界ヘビー級シルバー王者のヨハン・デュオパとヘビー級10回戦を行い、6回2分59秒KO勝ちを収めた。
2017年3月3日、WBCは、2016年4月27日にメルドニウムが検出され、さらに同年12月6日にオスタリンが検出され、2度ドーピング検査で陽性反応が検出されたポベトキンに対し、1年後に処分解除を申請することが可能な無期限出場停止と罰金25万ドルの処分を科した。
2017年7月1日、モスクワでアンドリー・ルデンコとWBAコンチネンタルヘビー級王座決定戦並びにWBOインターナショナルヘビー級王座決定戦を行い、12回3-0（120-108×2、120-109）の判定勝ちを収めWBAコンチネンタル王座とWBOインターナショナル王座を獲得した。
2017年11月11日、WBCはポベトキンの無期限出場停止を12月6日付で解除すると発表した。
2017年12月15日、エカテリンブルクでWBOインターナショナル王座の防衛戦と共にWBAインターコンチネンタルヘビー級王座決定戦をクリスチャン・ハマーと行い、12回3-0（120-107、120-108、118-108）の判定勝ちを収めWBOインターナショナル王座の初防衛、WBAインターコンチネンタル王座を獲得した。
2017年12月21日、WBCから科されていた罰金25万ドルを支払った。
2018年9月22日、ロンドンのウェンブリー・スタジアムでWBAスーパー・IBF・WBO・IBO世界ヘビー級王者アンソニー・ジョシュアと対戦し、7回TKO負けで王座獲得に失敗した。
2020年5月2日、ディリアン・ホワイトと対戦が決まっていたが新型コロナウイルスの影響で試合延期になった。
2020年8月22日、ブレントウッドのマッチルーム・ファイト・キャンプでWBC世界ヘビー級暫定王者ディリアン・ホワイトとWBC世界ヘビー級ダイヤモンド王座決定戦で対戦し、5回にポベトキンの左アッパーが炸裂しホワイトがダウンするとレフェリーが試合をストップ。TKO勝ちで王座獲得した。
2020年11月3日、ディリアン・ホワイトとの再戦が11月21日に組まれていたが、ポベトキンが新型コロナウイルスの陽性反応が検出されたため、試合が延期されたことが発表された。
2021年3月27日、ジブラルタルのユーロパ・スポーツ・パークでディリアン・ホワイトとダイレクトリマッチで再戦し、4回TKO負けを喫し初防衛に失敗し、王座から陥落した。
2021年6月12日、ロシアのサンクトペテルブルクで記者会見を開き現役引退を表明した。

## 獲得タイトル
- WBA世界ヘビー級レギュラー王座（防衛4）
- WBC世界ヘビー級暫定王座(防衛0)
- WBC世界ヘビー級ダイヤモンド王座(防衛0)
- WBCインターナショナルヘビー級王座
- WBC世界ヘビー級シルバー王座
- WBAコンチネンタルヘビー級王座
- WBOインターナショナルヘビー級王座
- WBAインターコンチネンタルヘビー級王座